# Okino Tori-shima

Okinotorishima

Okino Tori-shima (沖ノ鳥島 (Xung (Chi) Điểu đảo)) là một đảo san hô vòng ở biển Philippines có tọa độ 20°25′31″B 136°05′11″Đ / 20,42528°B 136,08639°Đ, cách đảo Oki Daitō 534 km theo hướng đông nam, cách đảo Minami Iwo Jima thuộc quần đảo Ogasawara 567 km về hướng tây-tây nam và cách Tokyo 1740 km về hướng nam. Tên đảo có nghĩa là "Đảo Chim xa xôi" và đảo được coi là "các đảo cực nam của Nhật Bản". Tên gốc của hòn đảo là Parece Vela, tiếng Tây Ban Nha nghĩa là "nhìn giống như cánh buồm" (ám chỉ hình dáng lúc đó của bãi đá ngầm). Trong các tài liệu tiếng Anh, cái tên Parece Vela cũng được tiếp nhận.

## Lịch sử
Có thể thuyền trưởng người Tây Ban Nha Bernando de la Torre là người đầu tiên đã thấy Okinotorishima vào năm 1543. Năm 1565, Miguel López de Legazpi chắc chắn đã thấy Okinotorishima. Các ghi chép đầu tiên gọi hòn đảo là Parece Vela.
Năm 1789, William Douglas cùng với một tàu của Anh tên là Iphigenia đi qua vùng này. Một năm sau đó, nơi này được đặt tên là rạn đá ngầm Douglas (có thế viết là Douglass). Có vẻ như người Nhật không biết tới sự tồn tại của đảo san hô vòng này cho đến tận năm 1888. Vào năm 1922 và 1925, tàu Hải quân Nhật Bản Manshu khám phá ra khu vực này. Năm 1931, sau khi xác nhận được là không có quốc gia nào tuyên bố chủ quyền với đảo san hô vòng này, Nhật Bản đã tuyên bố đây là lãnh thổ Nhật, trực thuộc tỉnh Tokyo, xếp đảo vào thôn Ogasawara và đặt tên là Okinotorishima.
Từ 1939 đến 1941, Nhật Bản đã thiết lập hoàn chính "một hải đăng và một trạm quan trắc khí tượng". Tuy nhiên, việc xây dựng bị ngắt quãng vì Chiến tranh Thế giới lần thứ hai bùng nổ. Sau khi Nhật Bản thất trận, Hoa Kỳ đã nắm được chủ quyền của quần đảo Ogasawara và sau đó trao trả quần đảo cho Nhật Bản năm 1968.
Giữa năm 1987 và 1993, chính quyền Tokyo và sau đó là Chính quyền Trung ương đã xây dựng các đê chắn sóng bằng thép và tường bê tông để ngăn chặn sự xói mòn của Okinotorishima. Ngày nay, chỉ còn ba trong số năm khối đá hiện diện năm 1939 là còn nổi trên mực nước biển. Năm 2007, một cột mốc nhẹ được Lực lượng Bảo vệ bờ biển Nhật Bản hoàn thành để nghiên cứu về thủy văn.

## Địa chất học
Các hòn đảo là một bồn trũng sau cung đã dừng hoạt động được hình thành vào Oligocene muộn và Miocene. Parece Vela là một megamullion dài nhất thế giới. Tên tiếng Tây Ban Nha của các đảo này được dùng để đặt cho hệ tầng, Parece Vela megamullion, sống núi Parece Vela, rift Parece Vela hay bồn trũng Parece Vela.
Vùng biến xung quanh rạn đá ngầm này có tiềm năng lớn về dấu mỏ và các tài nguyên khác và nằm ở một khu vực chiến lược về quốc phòng. Khi thủy triều lên, một khu vực của các đá ngầm có kích cỡ xấp xỉ một cái giường đơn và nhô lên 7,4 centimét so với đại dương, hầu hết đều chìm phía dưới mực nước triều
Khu vực này có ba hòn đảo nhỏ riêng biệt:
- Higashikojima (東小島, "Đông Tiểu Đảo")
- Kitakojima (北小島, "Bắc Tiểu Đảo"), tuy nhiên đúng hơn là nằm ở phía tây
- Minamikojima (南小島, "Nam Tiểu Đảo")

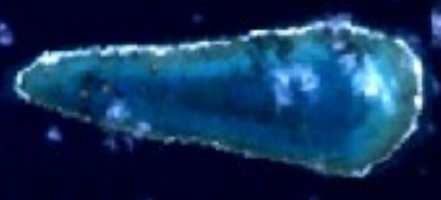
Ảnh vệ tinh

Minamikojima là một hòn đảo nhân tạo được tạo thành trong vùng nước nông. Tại hai hòn đảo còn lại, cũng xuất hiện những yếu tố tác động của con người với rất ít dấu vết của hai khối đá tự nhiên này xuất hiện trong bức ảnh năm 1987. Vào năm 1925, năm khối đá vẫn còn nổi trên mặt biển nhưng đã bị ăn mòn dần. Các báo cáo năm 1947 cũng đề cập đến năm khối đá ở trên mực nước biển. Ba khối đá nhỏ hơn ở phía tây gần như không thể thấy được từ biển bởi những con sóng. Các khối đá lớn nhất nằm ở phía tây nam và phía đông bắc, có lẽ là Kitakojima và Higashikojima, được ghi nhận là cao lần lượt 0,6 mét và 0,4 mét. Các khối đá vốn không có cây cối. Các khối đất khô nhân tạo hiện tại với bề mặt bê tông xuất hiện không thích hợp cho các cây trồng trên cạn.
Sau khi được đổ bê tông, mỗi hòn đảo xuất hiện như một vòng tròng đường kính 60 mét trên các bức ảnh vệ tinh, tương xứng với một vùng đất liền mặc dù hầu hết là do nhân tạo; diện tích mối đảo là 2.827 m² và tổng 3 đảo là 8482 m². Cộng thêm đó, các đảo nằm trên nền là một vòng san hô lớn hình chữ nhật có kích cỡ 100 mét và 60 mét. Ngoài ra, nơi đây còn được xây dựng bến đỗ trực thăng.
Các khối đá nằm ở phía tây của phá được bao quanh bởi một dải san hô ngầm, bảo vệ chúng khỏi sóng biển với chiều dài khoảng 4,5 km từ đông sang tây và 1,7 km từ bắc xuống nam, với một khu vực rộng xấp xỉ 5 km² bên trong vành của đá ngầm. Phá sâu từ 3 đến 4,6 mét nhưng có một số đỉnh san hô sâu ít hơn khắp khu vực. Viền đá ngầm của đảo san hô có hình quả lê có chiều đông-tây với phần rộng nhất ở cực phía đông. Cũng có một lạch nhỏ cho tàu thuyền qua lại phá ở phía tây nam, rộng khoảng 15 mét và sâu 6 mét.

## Hành chính
Về mặt hành chính, hòn đảo được coi là một phần của thôn Ogasawara, Tokyo. Năm 1939, việc xây dựng một Căn cứ Hải quân được Nhật Bản bắt đầu tiến hành, nhưng đã bị đình chỉ năm 1941, khi bắt đầu Chiến tranh Thái Bình Dương.

## Tranh cãi về vùng đặc quyền kinh tế
Ngày 22 tháng 4 năm 2004, các nhà ngoại giao Trung Quốc đã bắt đầu hội đàm song phương với Nhật Bản về việc họ nhìn nhận đây chỉ là những khối đá chứ không phải một hòn đảo. Trong khi thừa nhận chủ quyền của Nhật Bản ở Okinotorishima, Trung Quốc không chấp nhận việc Nhật Bản tuyên bố vùng đặc quyền kinh tế quanh Okinotorishima. Theo Công ước của Liên Hợp Quốc về Luật Biển, một hòn đảo là "một vùng đất tự nhiên có nước bao bọc, khi thủy triều lên vùng đất này vẫn ở trên mặt nước."